# Уилис Лам
Уилис Юджийн Лам (на английски: Willis Eugene Lamb, Junior) е американски физик, носител на Нобелова награда за физика за 1955 година.

## Биография
Роден е на 12 юли 1913 година в Лос Анджелис, Калифорния. Завършва Калифорнийския университет в Бъркли през 1934 и получава докторска степен през 1938 г.
Работи като професор в университета в Аризона. Преподава в Станфордския, Колумбийския, Йейлския и Оксфордскиия университети.
Провежда изследвания по структурата на спектъра на водорода и заедно с Поликарп Куш успява много точно да установи електромагнитните свойства на електрона.
Умира на 15 май 2008 година в Тусон, Аризона, на 94-годишна възраст.